# Melanemerellidae
Famille
Les Melanemerellidae forment une famille d'insectes éphémères comprenant deux genres monotypiques.

## Classification
- Melanemerellinae Demoulin, 1955
  - Melanemerella Ulmer, 1920
- Teloganellinae McCafferty & Wang 2000
  - Teloganella Ulmer, 1939